# Patricia Coleman
Patricia Coleman Gregg (13 maggio 1953) è un'ex tennista australiana.

## Carriera
Nel 1973 ottiene il suo miglior risultato vincendo il British Hard Court Championships nel doppio, in coppia con la connazionale Wendy Turnbull, battendo Evonne Goolagong e Janet Young 7-5, 7-5.
Nel 1972 raggiunge la finale nel doppio agli Australian Open, in coppia con Karen Krantzcke, venendo battuta per 6-0, 6-4 da Helen Gourlay e Kerry Harris.
Con la squadra australiana di Fed Cup gioca e vince quattro match nel 1973 aiutando la sua nazione a vincere per la sesta volta la competizione.

## Statistiche

### Doppio

#### Vittorie (1)
| Numero | Anno | Torneo                                        | Superficie  | Compagna       | Avversarie in finale         | Punteggio |
| 1.     | 1973 | British Hard Court Championships, Bournemouth | Terra rossa | Wendy Turnbull | Evonne Goolagong Janet Young | 7-5, 7-5  |